# Pierre Pélissier
Pierre Pélissier (Gourdon, 22 settembre 1814 – Parigi, 30 aprile 1863) è stato un poeta francese.

## Biografia
Insegnante per sordi, scrisse un dizionario per una prima forma di lingua dei segni francese nel 1856. Studiò prima a Rodez e a Tolosa, sotto l'abate Chazottes. Divenne poi insegnante presso la Scuola dei non udenti a Tolosa. Fu vice segretario della Società centrale per sordomuti a Parigi nel 1842. All'età di 29 anni, nel 1843, insegnò presso Scuola imperiale per sordomuti, fino alla sua morte.

## Opere
- Choix de poésies d'un sourd-muet, 1834-1845, publié en 1850.
- Les sourds-muets au XIX siècle : avec un alphabet manuel, 1846.
- Mémoire adressé à M. le ministre de l'Intérieur par les professeurs de l'institution royale des sourds-muets de Paris : sur la nécessité de transférer les Ecoles de sourds-muets au Ministère del'Instruction publique, 1847.
- L'enseignement primaire des sourds-muets mis à la portée de tout le monde, avec une iconographie des signes, imprimerie Paul Dupont, Paris, 1856.